# Entomophaga nigrohalterata
Entomophaga nigrohalterata là một loài ruồi trong họ Tachinidae.